# Final de Ascenso 1998-99
La Final de Ascenso 1998-99 fue una llave de definición en la cual se enfrentó el campeón del Torneo Invierno 1998: Atlético Yucatán, contra el campeón del Torneo Verano 1999: Unión de Curtidores, disputándose en partidos de ida y vuelta, para determinar al equipo que ascendería a la Primera División.

## Sistema de competición
Disputarán el ascenso a la Primera División los campeones de los Torneos Invierno 1998 y Verano 1999. El Club con mayor número de puntos en la Tabla General de Clasificación de la Temporada 1998-1999, (tabla que suma los puntos obtenidos por los Clubes participantes durante ambos Torneos) y tomando en cuenta los criterios de desempate establecidos en el reglamento de competencia, será el que juegue como local el partido de vuelta, eligiendo el horario del mismo.
El Club vencedor de la Final de Ascenso a la Primera División será aquel que en los dos partidos anote el mayor número de goles, criterio conocido como marcador global. Si al término del tiempo reglamentario el partido está empatado, se agregarán dos tiempos extras de 15 minutos cada uno. De persistir el empate en estos periodos, se procederá a lanzar tiros penales, hasta que resulte un vencedor.
Si el Club vencedor es el mismo en los dos Torneos, se producirá el ascenso automáticamente.

## Información de los equipos
| Equipo              | Entrenador          | Estadio                 | Ciudad           | Capacidad |
| ------------------- | ------------------- | ----------------------- | ---------------- | --------- |
| Unión de Curtidores | Carlos Bracamontes  | León                    | León, Guanajuato | 31 297    |
| Atlético Yucatán    | Enrique López Zarza | Carlos Iturralde Rivero | Mérida, Yucatán  | 21 054    |

## Partidos

### Unión de Curtidores-Atlético Yucatán
| 17 de junio de 1999, 20:00 | Atlético Yucatán | 0:2 (0:2) | Unión de Curtidores | Estadio Carlos Iturralde Rivero, Mérida, Yucatán             |                                                              |
|                            |                  |           | Oviedo 16' 25'      | Asistencia: 18 000 espectadores Árbitro(s): León Padró Borja | Asistencia: 18 000 espectadores Árbitro(s): León Padró Borja |

| 20 de junio de 1999, 12:00                            | Unión de Curtidores                                       | 5:1 (2:0) | Atlético Yucatán | Estadio León, León, Guanajuato                                |                                                               |
|                                                       | Ordiales 10' · Oviedo 26' 83' · Madrigal 53' · Patiño 59' |           | Salcedo 51'      | Asistencia: 33 000 espectadores Árbitro(s): Armando Archundia | Asistencia: 33 000 espectadores Árbitro(s): Armando Archundia |
| Unión de Curtidores Campeón de Ascenso 1998-99 (7:1). |                                                           |           |                  |                                                               |                                                               |

| Campeón de Ascenso 1998-99     |
| ------------------------------ |
|                                |
| Unión de Curtidores            |
| 1° Título                      |
| Asciende a la Primera División |